# 小原豊明
小原 豊明（おばら とよあき、1940年（昭和15年）9月19日 - ）は、日本の政治家・元官僚。元二戸市長。

## 経歴
岩手県二戸市出身。1963年（昭和38年）北海道大学農学部卒。1963年（昭和38年）厚生省に入省。同省国立公園部レンジャーを経て、1978年（昭和53年）環境庁設立の参画に加わり、同庁大気保全局に入局。1988年同庁同局課長、1991年（平成3年）同庁同局国立公園課長を務めたのち退職。
1992年（平成4年）二戸市長選に出馬し、当時の現職市長國分保男との一騎討ちによる選挙戦を制し初当選を果たす。以来、2006年（平成18年）1月1日に浄法寺町との新設合併により新たな二戸市が誕生するまでの間に4期連続で当選（うち2回は無投票）し、合併直後の2006年1月29日の市長選でも対立候補の元県議であった工藤篤を破って当選し新市の初代市長となり、2010年（平成22年）1月に当時の副市長小保内敏幸に市長を譲り、勇退するまで旧二戸市時代も含め計5期約18年に渡り市長を務めた。

## エピソード
環境庁時代には、下甑村の瀬尾川の雑排水問題に取り組む。国立公園の入園徴収料構想を立ち上げ、釧路湿原などの湿原保護に一石を投じる。環境保護の専門家。